# Pholidobolus prefrontalis
Pholidobolus prefrontalis är en ödleart som beskrevs av  Montanucci 1973. Pholidobolus prefrontalis ingår i släktet Pholidobolus och familjen Gymnophthalmidae. Inga underarter finns listade i Catalogue of Life.